# Nigrzybka urzeźbiona

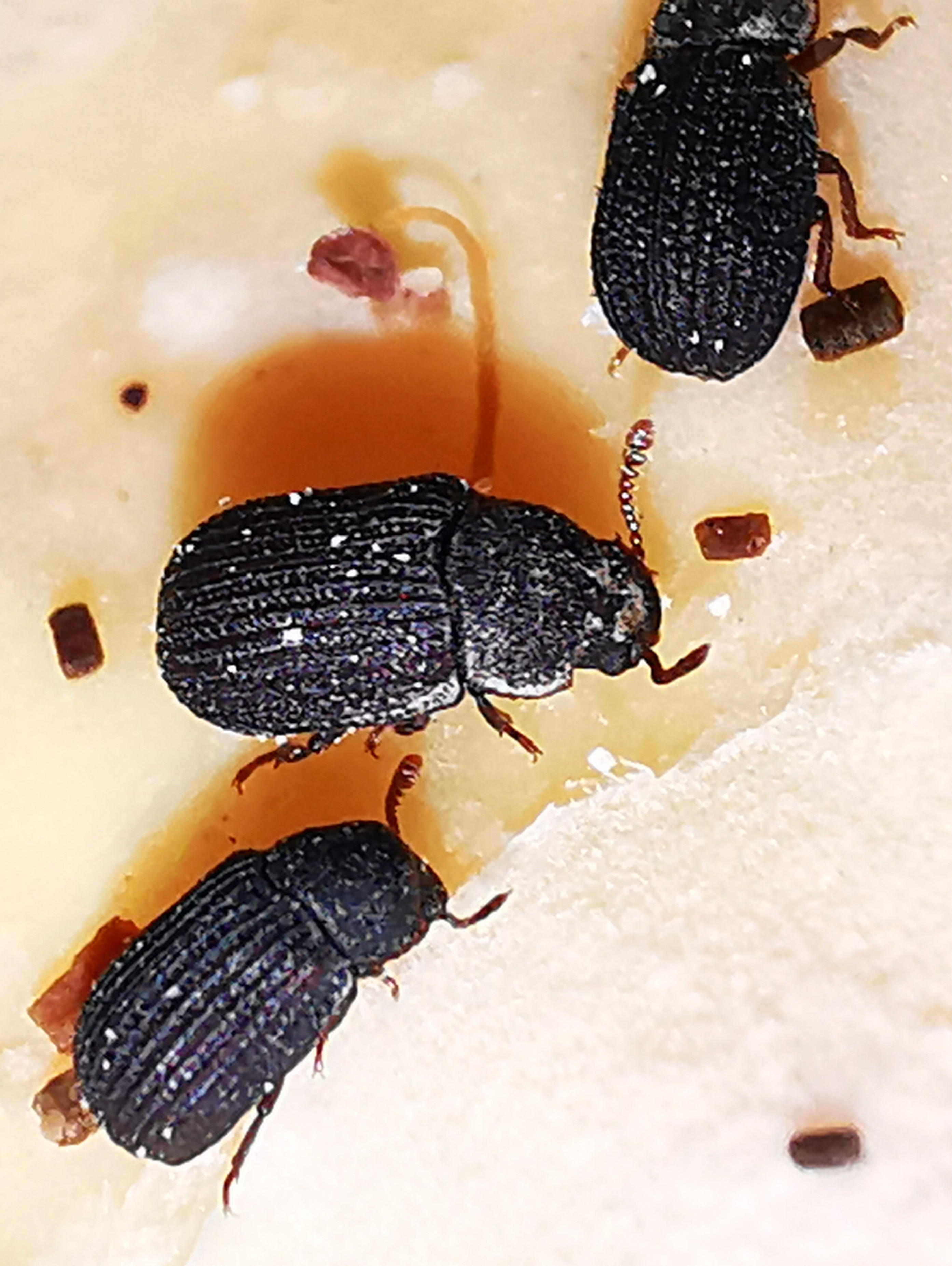
Imagines na grzybie

Nigrzybka urzeźbiona (Eledona agricola) – gatunek chrząszcza z rodziny czarnuchowatych i podrodziny Tenebrioninae. Zamieszkuje Europę, Afrykę Północną, zachodnią i środkową część Azji oraz Amerykę Północną. Mykofag. Rozwija się w grzybach nadrzewnych.

## Taksonomia
Gatunek ten opisany został po raz pierwszy w 1783 roku przez Johanna F.W. Herbsta pod nazwą Opatrum agricola. Jako lokalizację typową wskazano Berlin. W rodzaju Eladona umieścił go w 1797 roku Pierre-André Latreille. Wyznaczony został jego gatunkiem typowym.

## Morfologia
Chrząszcz o ciele dłuższym niż szerszym, jednak dość krótkim i zwartym, silnie wysklepionym i niemal walcowatym, długości od 2,2 do 3,75 mm. Ubarwienie ma brunatnoczarne, matowe, zwykle z jaśniejszymi czułkami, odnóżami i bokami przedplecza.
Szeroka i krótka głowa nieznacznie zwęża się ku przodowi i ma nieząbkowane boczne krawędzie oraz wgłębiony szew między czołem a nadustkiem. Małe policzki tworzą krótki i wąski występ wcinający się w małe oczy do połowy ich długości. Głaszczki szczękowe mają walcowaty człon ostatni. Dochodzące ledwie do połowy długości przedplecza czułki rozszerzają się począwszy od szóstego członu.
Przedplecze jest poprzecznie prostokątne w zarysie, szersze od głowy. Przednie jego kąty są proste, przedni brzeg wyraźnie wykrojony, boki spadziste, boczne brzegi wąsko rozpłaszczone i drobno ząbkowane, a tylny brzeg niemal równomiernie zaokrąglony, zaopatrzony w nieco wgłębioną, gęsto punktowaną listewkę krawędziową. U samicy boczne brzegi zarysu przedplecza schodzą się prosto ku przodowi, u samca są zaś nieco zaokrąglone. Powierzchnia przedplecza jest bardzo gęsto, niewyraźnie punktowana oraz szorstko mikroziarenkowana. Niewielka tarczka ma zaokrąglony kształt. Pokrywy są trochę wydłużone, najszersze w ⅔ długości, na bocznych krawędziach bardzo drobno ząbkowane. Rzędy są zagłębione i szerokie, każdy z szeregiem dużych punktów. Wszystkie międzyrzędy są podobnie wykształcone, wąskie i jednolicie żeberkowato wysklepione. Skrzydła tylnej pary są normalnie wykształcone. Odnóża są krótkie, o słabo poza obrys ciała wystających udach oraz silnych goleniach z ząbkowanymi listewkami i zębem wierzchołkowym. U samic ostroga na szczycie goleni jest wyraźnie rozszerzona. Krótkie stopy zbudowane są z czterech członów, z których trzy początkowe są poprzeczne, a ostatni wydłużony i tak długi jak pozostałe razem wzięte.

## Ekologia i występowanie
Owad rozmieszczony od nizin po niższe położenia górskie. Zasiedla lasy, parki, ogrody, doliny rzeczne, nasadzenia przydrożne, a nawet drzewa pojedynczo rosnące. Jest mykofagiem. Zarówno larwy, jak i osobniki dorosłe żyją w owocnikach grzybów nadrzewnych (chętnie w żółciakach) rozwijających się na drzewach liściastych oraz w przegrzybiałym drewnie tychże drzew. Najczęściej wybierają wierzby, buki i dęby. Cykl rozwojowy jest jednoroczny. Żerowanie larw odbywa się gromadnie w mięsistym rejonie owocnika, natomiast do przepoczwarczenia dochodzi w jego części suchszej. Postacie dorosłe są stadium zimującym, a aktywność przejawiają od wiosny do jesieni. Latają nocą i bywa, że przylatują do sztucznych źródeł światła.
Gatunek holarktyczny. W Europie znany jest z Portugalii, Hiszpanii, Wielkiej Brytanii, Francji, Belgii, Holandii, Niemiec, Szwajcarii, Liechtensteinu, Austrii, Włoch, Malty, Danii, Szwecji, Norwegii, Finlandii, Estonii, Łotwy, Litwy, Polski, Czech, Słowacji, Węgier, Białorusi, Ukrainy, Słowenii, Chorwacji, Bośni i Hercegowiny, Grecji oraz europejskich części Rosji i Turcji. W Afryce Północnej wykazany z Tunezji. W Azji notowany z Gruzji, Armenii, Azerbejdżanu, anatolijskiej części Turcji i Turkmenistanu. Ponadto obecny w nearktycznej Ameryce Północnej.